# هادسن ۵۷۲۳
سیارک ۵۷۲۳ (به انگلیسی: 5723 Hudson، نامگذاری:1986RR2) پنج هزار و هفتصد و بیست و سومین سیارک کشف شده‌است که در ۶ سپتامبر ۱۹۸۶ کشف شد.
قدر مطلق سیارک برابر ۱۴٫۲۰ است.